# قاتلي السيدة (فلم 2004)
قاتلي السيدة (بالإنجليزية: The Ladykillers) هو فيلم جريمة كوميديا سوداء أمريكي من إخراج الأخوان كوين وبطولة توم هانكس، إيرما ب. هول، مارلون ويانز، جي كي سيمونز، تسي ما وريان هورست، صدر الفيلم في 26 مارس 2004.

## روابط خارجية
- الموقع الرسمي
- مقالات تستعمل روابط فنية بلا صلة مع ويكي بيانات